# High Speed Packet Access

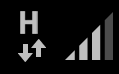
Symbole HSPA affiché dans la barre de notification d'un smartphone Android.

High Speed Packet Access (HSPA), aussi appelé 3G+ dans sa dénomination commerciale, est la combinaison de deux protocoles utilisés en téléphonie mobile pour améliorer les performances obtenues avec la 3G UMTS : le High Speed Downlink Packet Access (HSDPA) et le High-Speed Uplink Packet Access (HSUPA).

## Débit maximum théorique
Ils permettent d'atteindre des débits théoriques maximum de 14,4 Mbit/s en descente et 5,8 Mbit/s en montée selon la mise en service de ces deux normes par les opérateurs et la compatibilité du terminal utilisé.

## En France
- SFR proposait fin 2010 des débits 3G+ en aval jusqu'à 7,2 Mbit/s sur l'ensemble de son réseau mobile et 14,4 Mbit/s dans 76 % de son réseau[1]. Son réseau a ensuite évolué en 2012 (comme ceux de ses concurrents) vers la technologie HSPA+.

- Orange proposait fin 2010 des débits 3G+ en descente jusqu'à 7,2 Mbit/s sur l'ensemble de son réseau et expérimentait le débit 14,4 Mbit/s dans 12 grandes villes françaises[2]. En 2012, Orange annonce que 50 % de la population de France métropolitaine est couverte par le réseau 3G+ avec la technologie HSPA+ (H+), permettant d'accéder à des débits de 42 Mbit/s ; l'opérateur prévoyait d'étendre cette couverture à 60 % de la population en fin d'année 2012[3].

- Bouygues Telecom proposait en 2010 des débits descendants 3G+ à 3,6 Mbit/s, puis jusqu'à 7,2 Mbit/s, puis la technologie HSPA+.